# Наджи Елдениз
Абдуллатиф Наджи Елдениз (на турски: Abdüllâtif Naci Eldeniz) е офицер от Османската армия и генерал от турската армия, по-късно политик от Република Турция.

## Биография
Роден е през 1875 г. в град Битоля, тогава в Османската империя. През 1893 г. завършва Военномедицинска академия. От 1893 до 1895 учи във военна академия на германската армия. В отделни периоди е главен адютант на Мехмед VI, инспектор на военните школи на 7-а дивизия, инспектор на военните школи, инспектор на картечниците на пехотата, член на военния съд за генерали.
Взема участие в Балканските, Първата световна и Турската война за независимост. Бил е 2 пъти депутат в Събранието на Република Турция.

## Произведения
- Tapsıra
- Transval
- Rus-Japon Harbi
- Mukden Muharebesi (превод)
- Sevk ve Muharebe Talimnamesi (превод)
- Rumeli Mersiyesi (поема)

## Отличия
- Орден „Меджидие“, втори клас
- Сребърен медал „Имтияз“
- Австро-унгарски военен медал за заслуги
- Пруски орден на червения орел, втори клас
- Пруски орден на короната, втори клас
- Медал на независимостта с червена лента с грамота